# Biharhosszúaszó község
Biharhosszúaszó község (románul: Comuna Husasău de Tinca) község Bihar megyében, Romániában. Központja Biharhosszúaszó, beosztott falvai Nyárszeg, Rózsafalva, Székelytelek, Vasand.

## Népessége
A 2011-es népszámlálás adatai alapján a község népessége 2395 fő volt.